# Halicarcinides
Halicarcinides is een geslacht van kreeftachtigen uit de klasse van de Malacostraca (hogere kreeftachtigen).

## Soort
- Halicarcinides nuytsi (Hale, 1927)